# Памятник пятаку
Памятники пятаку — монументы, установленные в честь монеты достоинством пять копеек:
- в Москве (центральная часть Памятника студенческим приметам)[1];
- в Нижнем Новгороде[2];
- в Королеве[3];
- в Волгограде[4].

Любопытно, что два из трех памятников (в Нижнем Новгороде и в Королёве) выполнены в форме или имитируют канализационный люк.
Памятники в Москве, Королёве и Волгограде посвящены студенческой примете: если положить пятак под пятку в туфлю или ботинок, то экзамен будет сдан на отлично.
Существует также проект установки памятника сибирской монете достоинством 5 копеек в Сузуне.